# Пираллахинский район
Пираллахинский район города Баку (азерб. Pirallahı rayonu) — один из 12 административных районов города Баку. Расположен в восточной и юго-восточной частях Апшеронского полуострова. Граничит с Хазарским районом города Баку.

## История
Пираллахинский район города Баку был создан распоряжением президента Азербайджанской Республики Ильхама Алиева от 21 декабря 2012 года «О создании Пираллахинского района в составе Бакинской городской административно-территориальной единицы».

## Политическое устройство
Деятельность исполнительной власти района регулируется согласно Указу Президента Азербайджанской Республики Гейдара Алиева от 16 июня 1999 года под № 138 о «Положении о местных исполнительных властях».

### Глава администрации
8 марта 2013 года президент Азербайджана Ильхам Алиев подписал распоряжение о назначении Васифа Иманова главой Исполнительной власти Пираллахинского района города Баку.

## Административное устройство

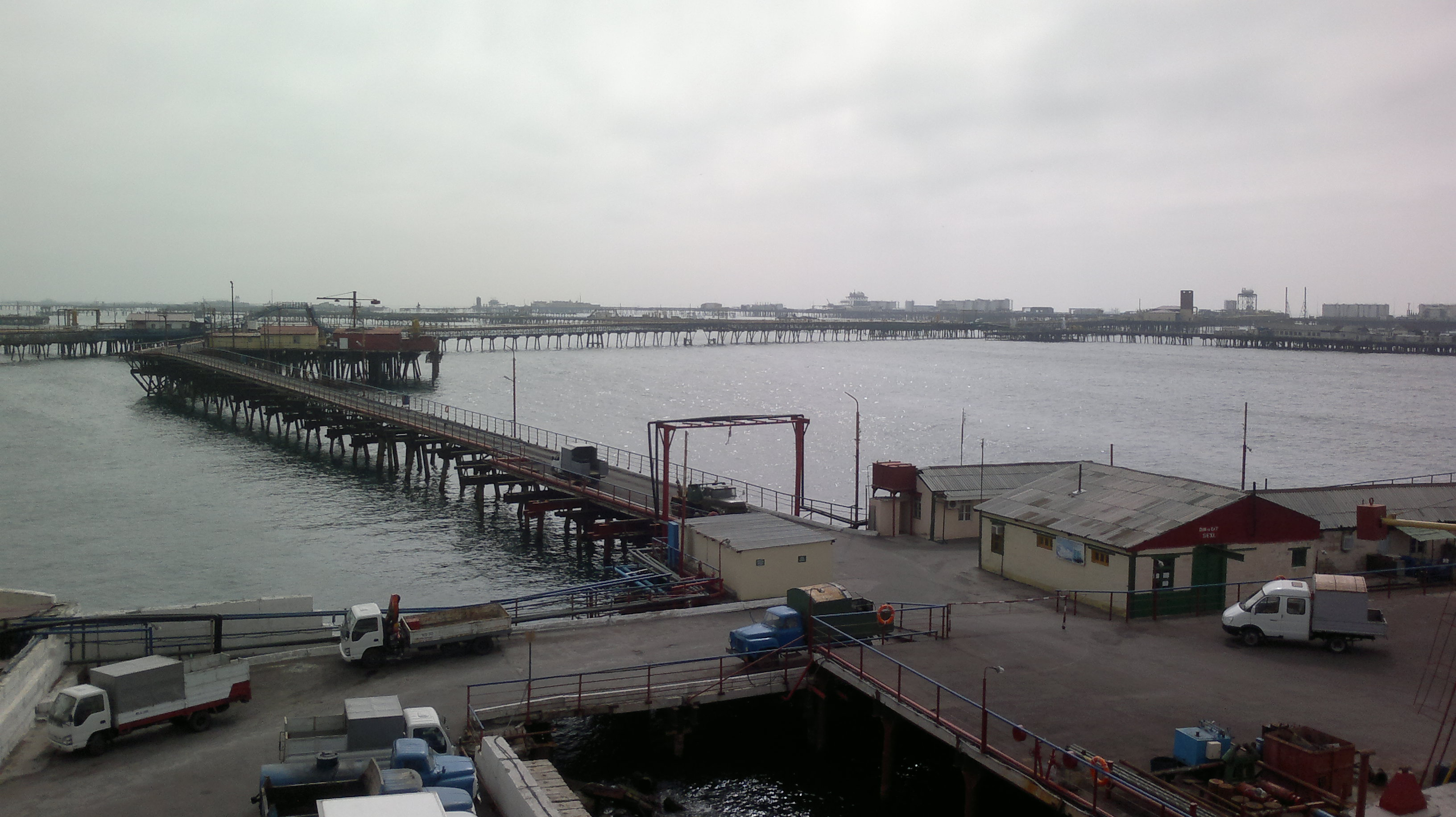
Посёлок Нефтяные Камни

### Посёлки
В состав Пираллахинского района входят 4 посёлка: Пираллахи, Гюргян, Чилов (Жилой) и Нефтяные Камни, ранее находившиеся в составе одноимённых поселковых административно-территориальных округов Хазарского района Баку.

### Муниципалитет
На проведенном 28 февраля 2013 года заседании парламентского комитета по региональным вопросам Милли Меджлиса Азербайджана был обсужден проект закона «О создании Пираллахинского муниципалитета на территории Пираллахинского района». В проекте отмечается, что посёлок Пираллахи был выведен из состава территориальных единиц, которые охватывают муниципалитет Гюргян — Пираллахи.

## Избирательные участки
Центризбирком Азербайджана на своем заседании от 2 апреля 2013 года принял решение о создании нового избирательного округа в Пираллахинском районе Баку. Так, на основе второго Хазарского избирательного округа № 14 был создан Пираллахинский избирательный округ.

## Население и площадь
| № | Посёлок        | Чис.населения | Площадь (км²) |
| - | -------------- | ------------- | ------------- |
| 1 | Пираллахи      | 17 281        | 17,56         |
| 2 | Нефтяные Камни | 398           | 6,0           |
| 3 | Чилов          | 1 703         | 11,4          |
| 4 | Гюргян         | 1 196         | 36, 16        |
|   | Всего          | 20 578        | 71,12         |

## Экономика
В Пираллахинском районе строится завод по производству бетона. На строительство завода выделен участок земли площадью более 1 га. Производственная мощность оборудования составляет 90 кубических метров бетонa в час. Ведутся работы по созданию современной лаборатории для полного контроля качества продукции. На заводе будут производить около 10 марок продукции.
15 августа 2023 года введён в эксплуатацию фармацевтический завод «Diamed».

## Образование
На территории района функционирует 5 средних школ, 4 детских сада и 1 библиотека

## Культура

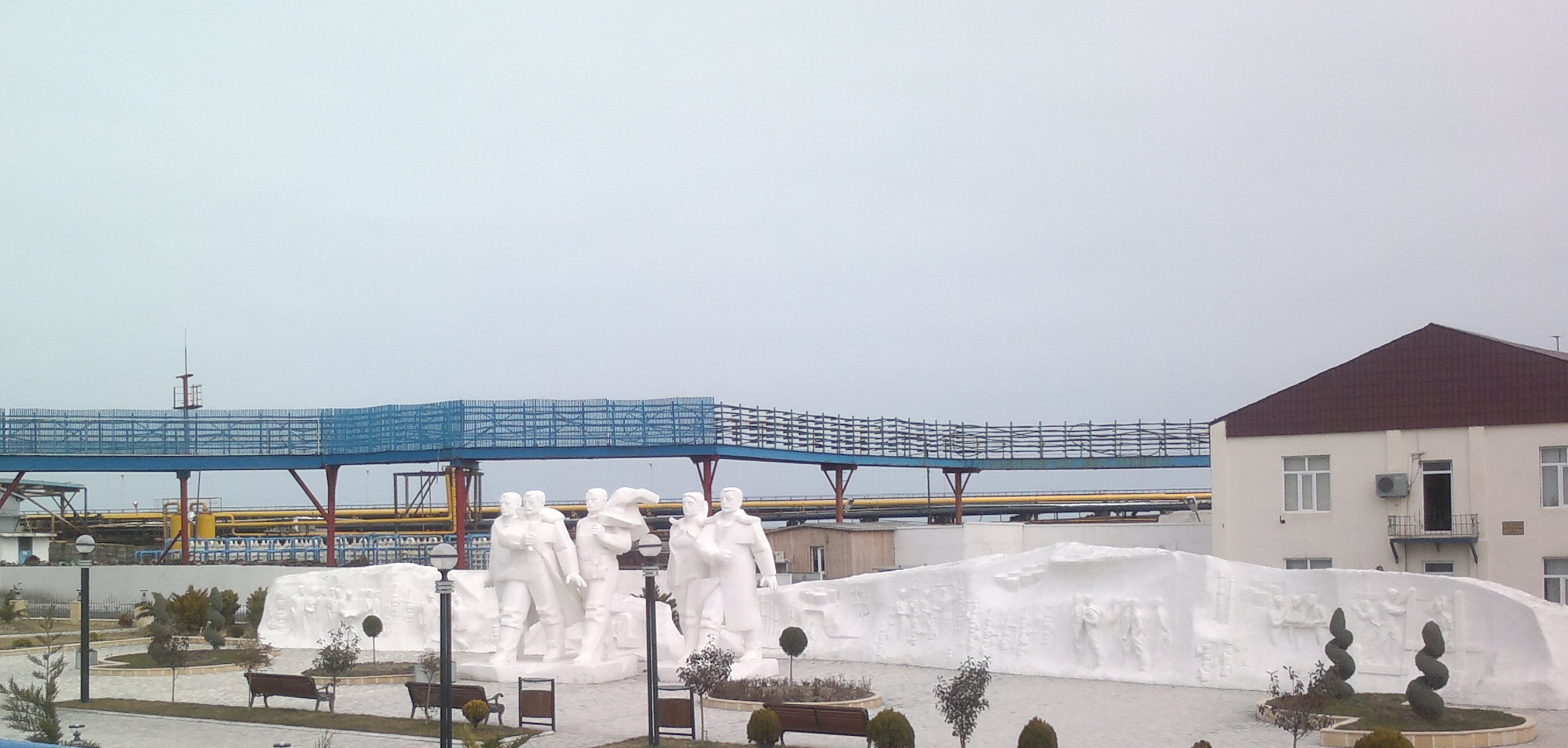
Памятник нефтяникам на Нефтяных Камнях

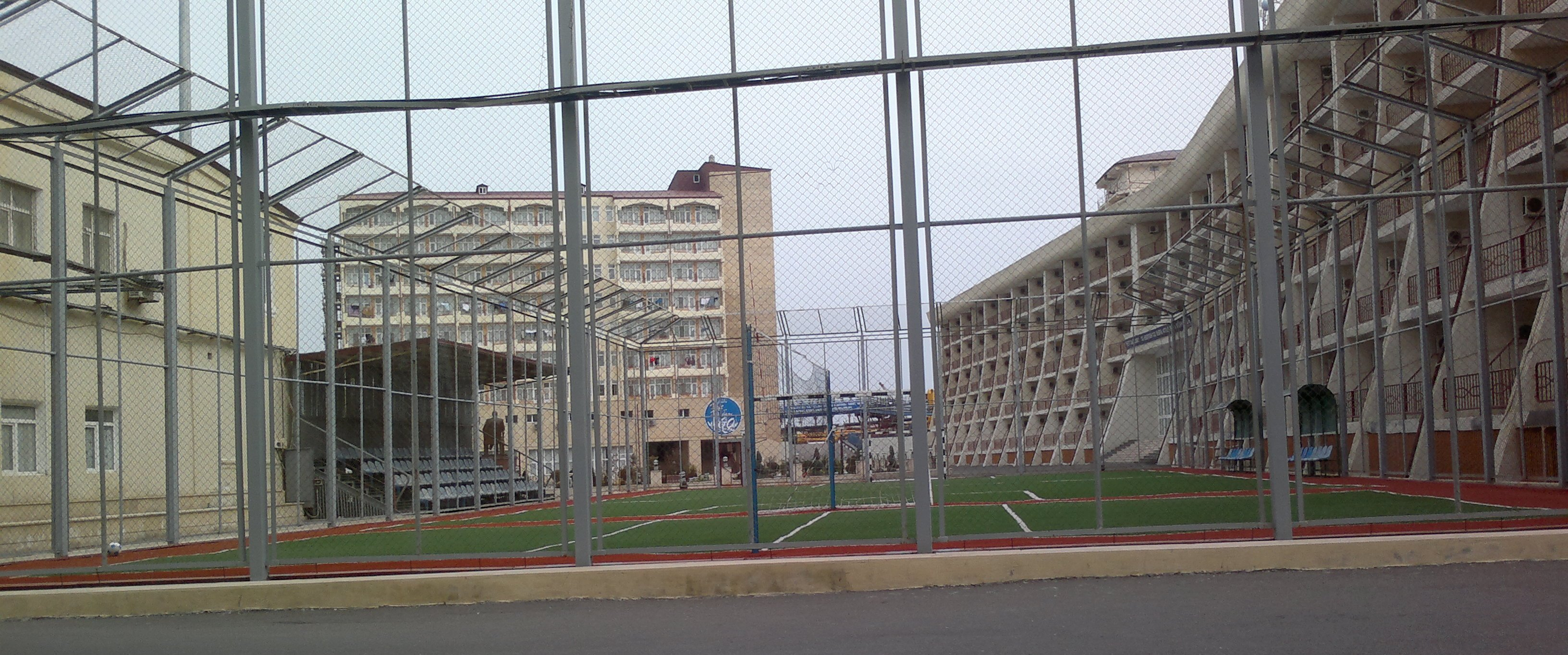
Футбольное поле на Нефтяных Камнях

### Учреждения культуры
В районе действуют 3 дома культуры, музыкальная школа и детский творческий центр.

### Памятники
- Памятник азербайджанским нефтяникам в посёлке Нефтяные Камни.
- Монументальный комплекс погибшим в Первой карабахской войне. Расположен на улице Азизбекова поселка Пираллахи. Построен в 1998 году.
- «Вечный огонь» памяти погибших в Карабахской войне. Установлен перед зданием дворца культуры имени Вагифа Мустафа-заде в 2001 году.

## Известные уроженцы
- Расим Ибрагимов — Национальный Герой Азербайджана
- Явер Алиев — Национальный Герой Азербайджана

## Галерея

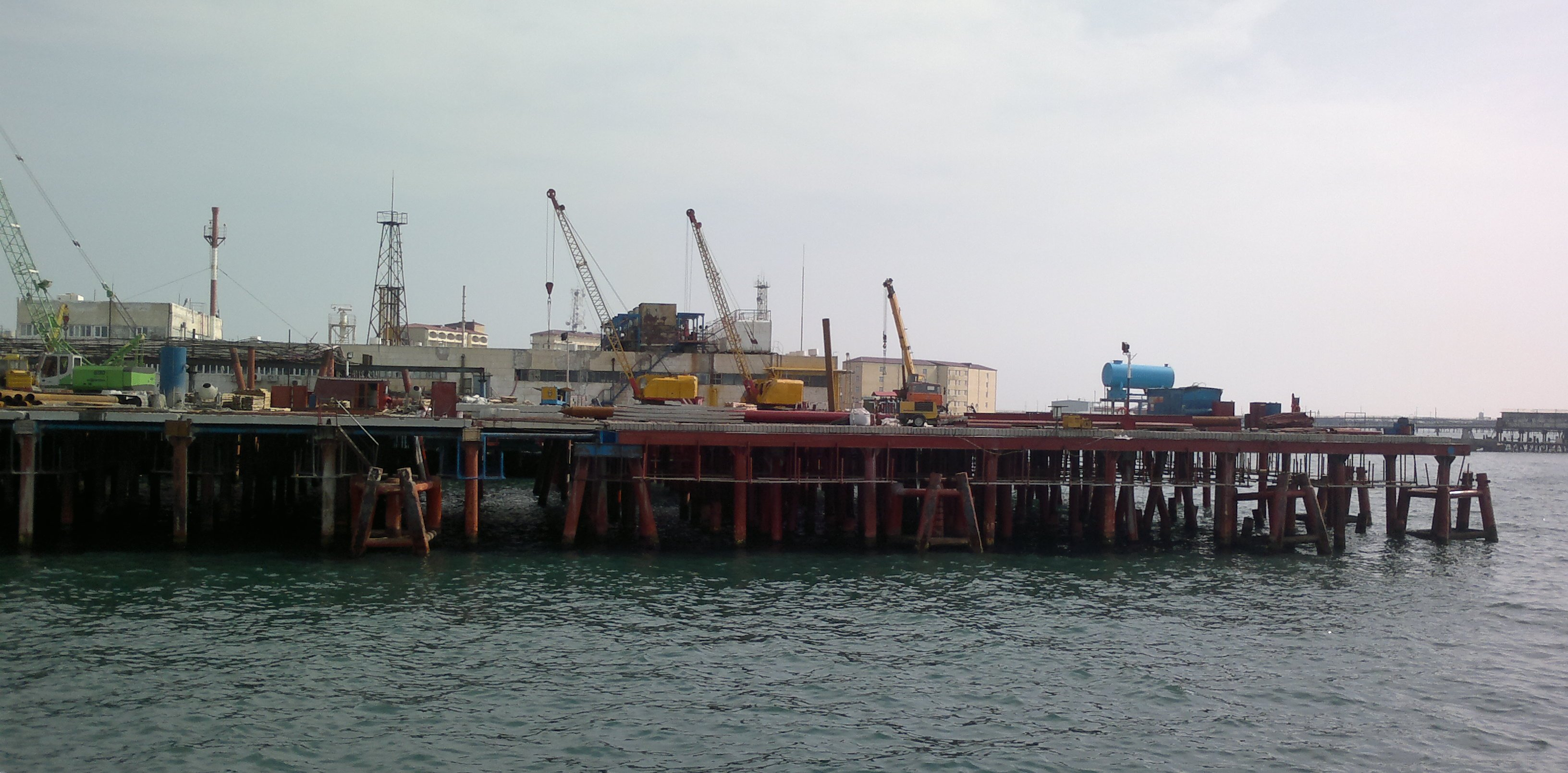
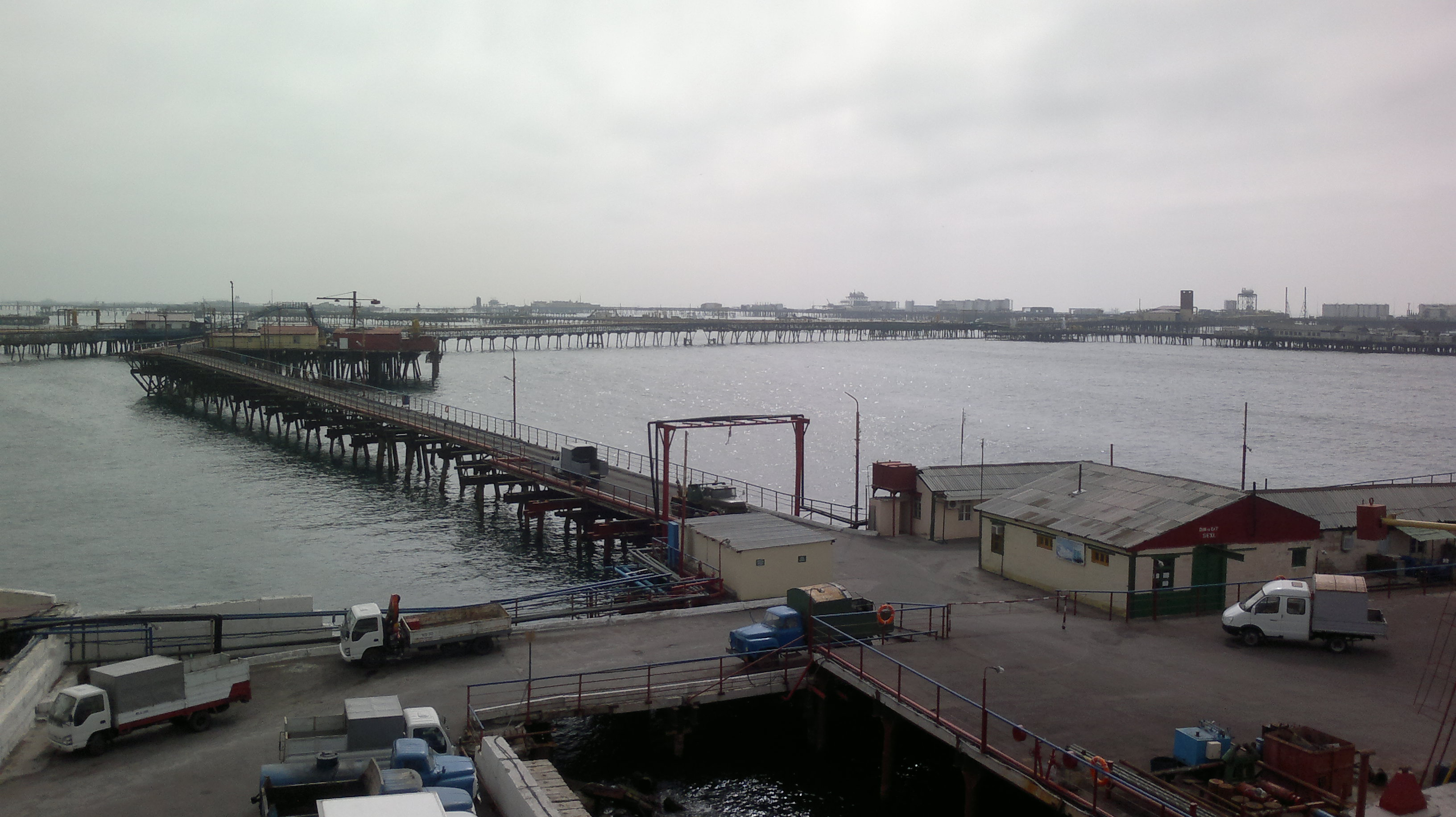
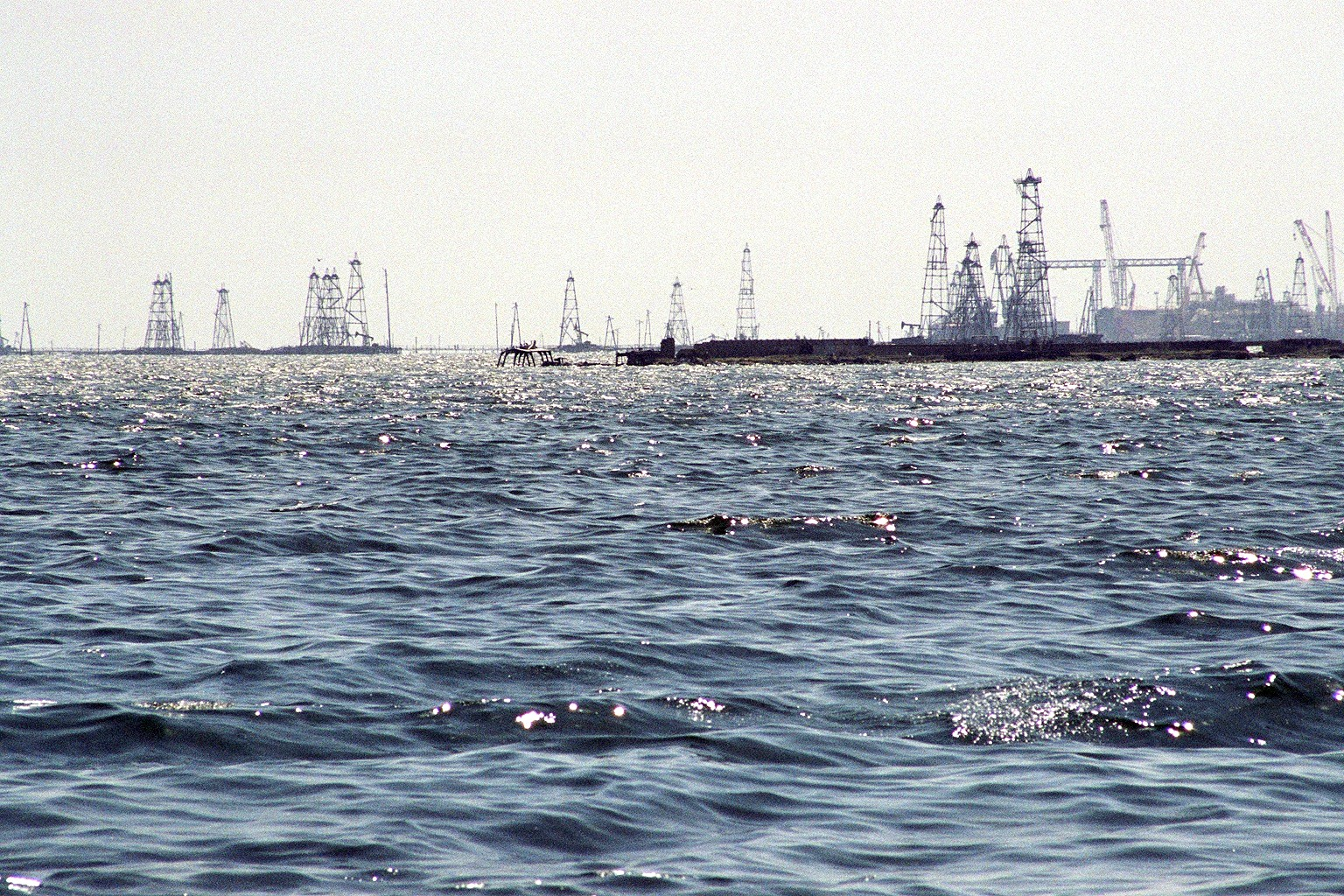
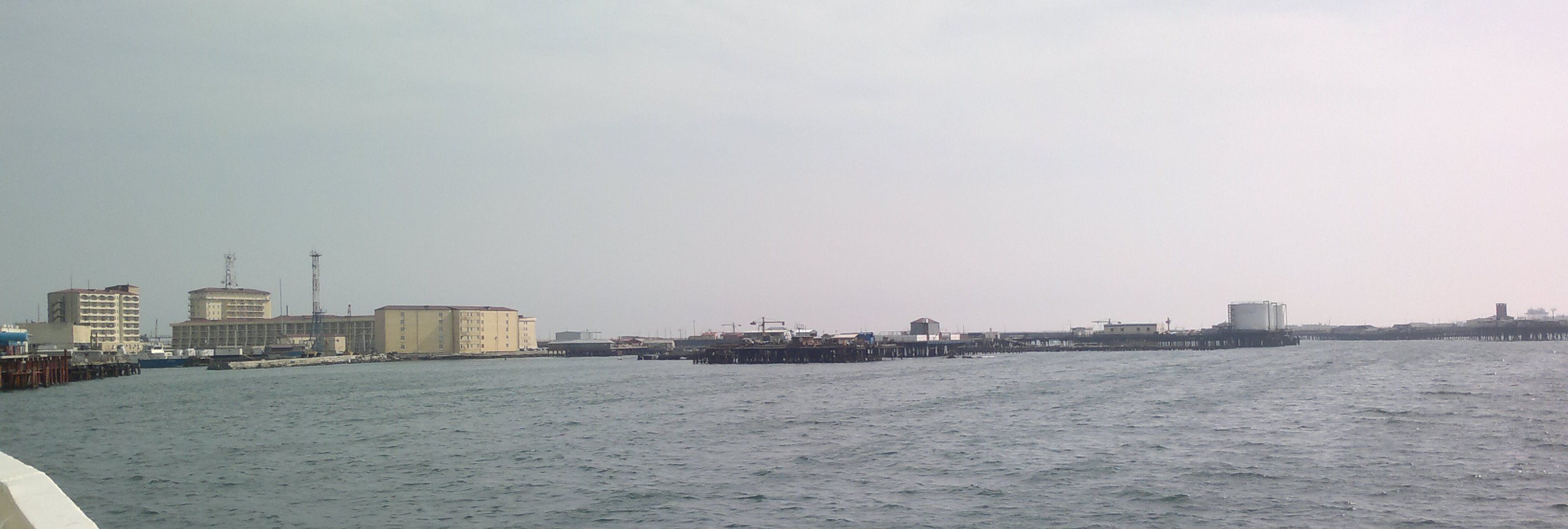
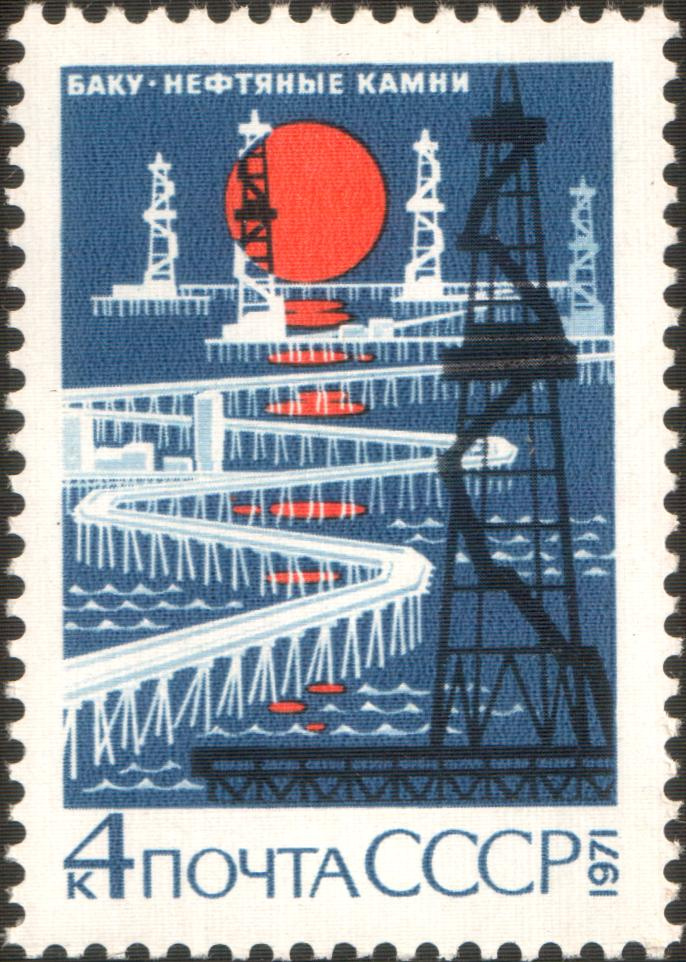